# پوهلا
پوهلا (به آلمانی: Pöhla) یک منطقهٔ مسکونی در آلمان است که در شوارتسنبرگ، زاکسن واقع شده‌است. پوهلا ۱٬۲۶۷ نفر جمعیت دارد.